# Пунчана
Пунчана, или акуши (лат. Myoprocta acouchy) — вид млекопитающих из семейства агутиевых отряда грызунов.

## Ареал
Встречается в Гайане, Суринаме, Гвиане, Бразилии, и к северу от Амазонки, а также к востоку от Рио Бранко. Изолированные популяции этого вида встречаются в Колумбии. Этот наземный вид, живёт в низменных вечнозеленых тропических лесах, но иногда встречается в сельскохозяйственных районах. Является важным распространителем семян деревьев. Повсеместно является объектом охоты.

## Биологическое описание
Длина тела грызуна достигает 32—38 см, длина хвоста 4,5—7 см, вес 1—1,5 кг. Мех у пунчаны грубый темно-каштановый, красный или оранжевый по бокам тела и ног и черный или темно-красный на крупе; низ тела варьируется в диапазоне от темно-красного до оранжевого. Достигают половозрелости в 8—12 месяцев. Продолжительность беременности около 100 дней. Обычно самка приносит в год 2 помета, по 1—3 полностью сформированных детенышей. В неволе живут до 15 лет.

## Образ жизни
Ведут одиночный образ жизни и образуют временные пары только на период размножения. Пунчаны в основном селятся в стволах поваленных деревьев. Активность у этих грызунов преимущественно дневная, ночи в основном проводят в норах, вырытых у берега реки. Пунчаны — подвижные грызуны, они довольно быстро бегают, хорошо плавают, но не ныряют. Когда этот грызун испуган, он топает задними конечностями и издаёт высокие свистящие звуки. Некоторые коренные народы Бразилии держат пунчану как домашнее животное. В неволе живут до 15 лет.

## Питание
Питаются пунчаны различными растительными кормами. Они едят фрукты, семена, ростки, древесину и кору. Каждая особь делает тайники с орехами и семенами по всей принадлежащей ей территории для использования в сухой сезон.